# 12802 Hagino
12802 Hagino este un asteroid din centura principală de asteroizi.

## Descriere
12802 Hagino este un asteroid din centura principală de asteroizi. A fost descoperit pe 15 decembrie 1995 la Ōizumi de Takao Kobayashi. Asteroidul prezintă o orbită caracterizată de o semiaxă mare de 2,42 ua, o excentricitate de 0,15 și o înclinație de 3,6° în raport cu ecliptica.